# Stråningstorp
Stråningstorp är en stadsdel sydvästra Karlskoga. Stadsdelen gränsar till Häsängen, Baggängen, Aggerud och Fisksjön.  

## Historia
Ursprungligen var området agrart präglat. Först under 1800-talet drogs en landsväg genom Stråningstorp mot Karlskoga kyrka, och marken för vägen uppläts av Bofors.
Gården Stråningstorp revs 1977 och ersattes då av flera bostadsområden.
Redan under 1950-, 60-, 70- och 80-talen hade stora delar av Stråningstorp börjat byggas, och vissa delar ingick som en del av miljonprogrammet. Innan området hann färdigställas avstannade dock byggnationen på grund av ett bostadsöverskott i staden.
I stadsdelscentrumet fanns tidigare en Ica- och en Konsumbutik, samt postkontor, kyrka och fritidsgård. Centrumet uppfördes av Hyresbostäder efter ritningar av SCG Arkitektkontor. Här fanns tidigare även en kyrkan som låg i anslutning till fritidsgården. Den invigdes i augusti 1977 och stängde 1997.
Under 1990-talet, i samband med den så kallade 90-talskrisen, revs flera flerbostadshus i området. På samma plats uppfördes ett nytt vårdboende år 2025, baserat på ritningar från arkitektkontoret Tengbom.
Grundskolan Stråningstorpsskolan är belägen i stadsdelen och en multisportanläggning, Stråhallen, för tennis, padel och badminton. Pingstkyrkan i Karlskoga driver tillsammans med PMU en second hand-butik i Stråningstorp. Här finns även idrottsföreningen Karlskoga SK med lokaler och verksamhet förlagd till Stråningtorp.
Stråningstorp har en litterär koppling till Sune Andersson (fiktiv figur), en karaktär som Anders Jacobsson, den ena halvan av författarduon Anders Jacobsson och Sören Olsson, skapade under sin tid på skolan i området på 1980-talet. Skolan förekommer dessutom i flera av böckerna om Sune.